# Cellana strigilis bollonsi
Cellana strigilis bollonsi es una subespecie de molusco gasterópodo de la familia Nacellidae en el orden de los Patellogastropoda.

## Distribución geográfica
Se encuentra en Nueva Zelanda